# Auchinloch
Auchinloch est un village situé dans le North Lanarkshire, en Écosse.